# Draft de la NBA Development League de 2003
El Draft de la NBA Development League de 2003 se celebró el día 6 de noviembre de 2003. Constó de 10 rondas.

## Selecciones del draft
| PG | Base | SG | Escolta | SF | Alero | PF | Ala Pívot | C | Pívot |

### Primera ronda
| Pick | Jugador        | Pos.      | Nacionalidad         | Equipo                | Universidad / Club |
| ---- | -------------- | --------- | -------------------- | --------------------- | ------------------ |
| 1    | Ken Johnson    | Pívot     | Estados Unidos       | Huntsville Flight     | Ohio State         |
| 2    | Terence Morris | Alero     | Estados Unidos       | Columbus Riverdragons | Maryland           |
| 3    | Lavor Postell  | Alero     | Estados Unidos       | Asheville Altitude    | St. John's         |
| 4    | Josh Asselin   | Ala-Pívot | República Dominicana | Roanoke Dazzle        | Michigan           |
| 5    | Rolan Roberts  | Alero     | Estados Unidos       | Charleston Lowgators  | Southern Illinois  |
| 6    | Jason Collier  | Ala-Pívot | Estados Unidos       | Fayetteville Patriots | Georgia Tech       |

### Segunda ronda
| Pick | Jugador              | Pos.    | Nacionalidad   | Equipo                | Universidad / Club  |
| ---- | -------------------- | ------- | -------------- | --------------------- | ------------------- |
| 1    | Ronald Dupree        | Alero   | Estados Unidos | Huntsville Flight     | Louisiana State     |
| 2    | Courtney James       | Alero   | Estados Unidos | Columbus Riverdragons | Minnesota           |
| 3    | Antonio Meeking      | Alero   | Estados Unidos | Asheville Altitude    | Louisiana Tech      |
| 4    | Chris Christoffersen | Pívot   | Dinamarca      | Roanoke Dazzle        | Oregon              |
| 5    | Carl English         | Escolta | Canadá         | Charleston Lowgators  | Hawaiʻi             |
| 6    | Sam Clancy           | Alero   | Estados Unidos | Fayetteville Patriots | Southern California |

### Tercera ronda
| Pick | Jugador           | Pos.    | Nacionalidad   | Equipo                | Universidad / Club |
| ---- | ----------------- | ------- | -------------- | --------------------- | ------------------ |
| 1    | Erick Barkley     | Base    | Estados Unidos | Huntsville Flight     | St. John's         |
| 2    | Kevin Lyde        | Alero   | Estados Unidos | Columbus Riverdragons | Temple             |
| 3    | Desmond Penigar   | Alero   | Estados Unidos | Asheville Altitude    | Utah State         |
| 4    | Demario Jones     | Alero   | Estados Unidos | Roanoke Dazzle        | Tennessee State    |
| 5    | Hiram Fuller      | Alero   | Libia          | Charleston Lowgators  | Fresno State       |
| 6    | Ronald Blackshear | Escolta | Estados Unidos | Fayetteville Patriots | Marshall           |

### Cuarta ronda
| Pick | Jugador       | Pos.  | Nacionalidad   | Equipo                | Universidad / Club |
| ---- | ------------- | ----- | -------------- | --------------------- | ------------------ |
| 1    | Phillip Ricci | Alero | Estados Unidos | Huntsville Flight     | Oregon State       |
| 2    | Matt Laur     | Pívot | Estados Unidos | Columbus Riverdragons | McKendree*         |
| 3    | Kareem Reid   | Base  | Estados Unidos | Asheville Altitude    | Arkansas           |
| 4    | Marque Perry  | Base  | Estados Unidos | Roanoke Dazzle        | Saint Louis        |
| 5    | James Smith   | Alero | Estados Unidos | Charleston Lowgators  | Old Dominion       |
| 6    | Darrell Johns | Pívot | Estados Unidos | Fayetteville Patriots | Chicago State      |

### Quinta ronda
| Pick | Jugador        | Pos.    | Nacionalidad   | Equipo                | Universidad / Club |
| ---- | -------------- | ------- | -------------- | --------------------- | ------------------ |
| 1    | Rick Apodaca   | Escolta | Puerto Rico    | Huntsville Flight     | Hofstra            |
| 2    | Germaine Chase | Alero   | Estados Unidos | Columbus Riverdragons | Montana State      |
| 3    | Lavoris Jerry  | Alero   | Estados Unidos | Asheville Altitude    | Eastern Kentucky   |
| 4    | Gilson DeJesus | Alero   | Estados Unidos | Roanoke Dazzle        | Kansas State       |
| 5    | Charles Manga  | Alero   | Camerún        | Charleston Lowgators  | Seton Hall         |
| 6    | Kueth Duany    | Alero   | Estados Unidos | Fayetteville Patriots | Syracuse           |